# 亀山温泉
亀山温泉（かめやまおんせん）は、千葉県君津市にある温泉である。

## 泉質
- 含ヨウ素臭素重曹食塩泉
  - 源泉の色は茶褐色（黒湯）
  - PH8.2
  - 源泉温度29.4℃
  - 湧出量毎分600リットル
  - 自噴泉

## 温泉街
房総半島の奥座敷（中心部）として、緑豊かな大自然に囲まれ、東京湾に注ぐ小櫃川を堰き止めて作られたダム湖である亀山湖（亀山ダム）の畔にある。
ホテル、旅館は「亀山温泉ホテル」および「湖水亭嵯峨和」が存在する。日帰り入浴も、上記施設の日帰り受付を利用することになる。他に温泉を利用した宿泊施設は「ペンションかめやま園」および「湖畔の宿つばきもと」がある。房総半島の中央付近に位置するため、海、山、川、平野のすべての食材が簡単に入手でき、山菜、タケノコ、カツオ、アユ、ウナギ、キノコなど四季折々の地産地消料理が各旅館で提供され、特に「しし鍋」は名物となっている。
キャンプ場や湖畔公園なども整備されており、25橋巡りのサイクリングやハイキング、周辺各所にはボートハウスがあり、ボート遊び、釣りなどが楽しめる。 毎年8月には亀山湖上祭君津市民花火大会が開催され、夜の花火大会は人気のイベントとなっている。また、秋には亀山オータムフェスティバルが開催され、亀山湖周辺のハイキング大会や遊覧ボートでの湖上からの紅葉めぐり、また1日限定で亀山ダム放流の見学会などが行われる。

## 歴史
温泉を利用した宿泊施設の開業は、1975年である。

## アクセス
- 鉄道：JR久留里線上総亀山駅より徒歩約10分。
- バス：「カピーナ号」千葉駅 - 久留里駅前 - 久留里城三の丸跡 - 平山 - 松丘 - 亀山・藤林大橋 - 笹（亀山湖入口）- 安房鴨川駅 - 鴨川シーワールド - 亀田病院（鴨川日東バス・日東交通・千葉中央バス）